# Исикава, Дзюн (композитор)
Дзюн Исикава (яп. 石川 淳 Исикава Дзюн, 1964, префектура Тиба, Япония) — японский композитор компьютерных игр, работающий в студии HAL Laboratory. Наиболее известен как автор музыки к серии игр Kirby, над которой он работает с первой игры Kirby’s Dream Land в соавторстве с композитором Хирокадзу Андо. Также писал музыку для других игр студии, в том числе к сериям BoxBoy! и Picross 3D.

## Биография
Исикава начал брать уроки игры на фортепиано в возрасте 3-4 лет, однако чувствовал, что несмотря на практику он не сможет стать хорошим музыкантом. Позже он открыл для себя таких исполнителей, как Поль Мориа, Исао Томита, Kraftwerk, Yellow Magic Orchestra и Брайан Ино. Он также приобрёл синтезатор Roland SH-2, так как хотел, чтобы его сокурсники приобщились к музыке Томиты, но этот синтезатор был самым дешевым из тех, что он мог себе позволить. Позже он поступил в Колледж искусств Университета Нихон, где изучал музыку для кино. Будучи студентом, он приобрел опыт записи и микширования для театра, при этом время от времени сочиняя, по его мнению, не очень удачные музыкальные произведения.
До прихода в HAL Laboratory Исикава работал в двух компаниях. В конце концов, он нашел объявление о вакансии саунд-дизайнера; хотя раньше он не слышал об этой профессии, он решил подать заявку, и в 1990 году поступил на работу в компанию. Первой его работой стало написание одного трека и звуковых эффектов для видеоигры Uchuu Keibitai SDF вместе со старшим композитором Хидеки Канадзаси, который уже написал большую часть музыки до прихода Исикавы. Исикава не был непосредственно обучен написанию музыки для NES, поэтому ему пришлось наблюдать за работой Канадзаси. Канадзаси покинул HAL Laboratory всего через две недели после прихода Исикавы. Благодаря набранному опыту в в сочинении музыки для NES, в 1992 году Исикава стал композитором видеоигры Kirby’s Dream Land для Game Boy, которая впоследствии определила направление музыки последующих игр серии. Он намеренно использовал простые мелодии и аккорды, посчитав, что сложные гармонии не очень хорошо звучат через динамики консоли.
Годом ранее композитор Хирокадзу Андо также присоединился к HAL Laboratory, прислав демо-трек; Исикава был впечатлен и лично встретился с композитором. Он почувствовал, что стиль Андо мало чем отличается от его собственного. После того как Андо получил задание написать трек, используя инструменты NES, он стал ведущим композитором игры Kirby’s Adventure, вышедшей в 1993 году, и в дальнейшем писал композиции для нескольких последующих игр этой серии, часто работая с Исикавой и другими композиторами из звуковой команды.
Исикава являлся композитором видеоигры Kirby Super Star, вышедшей в 1996 году. Для Kirby’s Dream Land 3 Исикава писал музыку под влиянием таких жанров, как техно и drum’n’bass, поставив перед собой цель развить звучание серии. Смена музыкального стиля не нашла понимания у руководства компании, однако президент HAL Laboratory Сатору Ивата не возражал, что ободрило Исикаву. В Kirby: Canvas Curse снова изменилось звуковое направление: в музыке появились элементы глитч-музыки. Изначально финальная композиция содержала почти неслышные ноты и не имела мелодии, но поскольку тестеры посчитали искаженную музыку багом, ее поправили, добавив более различимую мелодию.
В 2010 году он вместе с Хирокадзу Андо и Тадаси Икегами написал дополнительные композиции для игры Kirby’s Epic Yarn. На сочинение дополнительных композиций для игры в HAL Laboratory отвели всего месяц. Он постарался, чтобы треки соответствовали уже готовым композициям ведущего композитора Томои Томиты, однако финальную тему босса он написал в своем типичном стиле, чтобы удивить игроков.
Помимо серии игр Kirby, Исикава и Андо также сочиняли музыку для серии BoxBoy!, в которой звучит музыка в стиле чиптюн. В 2018 году он вместе с Андо и новичком Ютой Огасаварой сочинил музыку для игры Kirby Star Allies. Они создавали звуковые эффекты методом проб и ошибок; некоторые эффекты были сделаны с помощью бутылок и банок из-под напитков.
Исикава предпочитает оставаться в тени и не выходить на публику. По его словам, этому его дисциплинировали ещё в школе. Его первое публичное выступление состоялось в интервью Iwata Asks, посвящённому игре Kirby’s Epic Yarn в 2010 году. В 2017 году он вместе с композиторами HAL Laboratory выступил на концерте Kirby 25th Anniversary Orchestra Concert. В 2022 году аранжировки музыки были исполнены командой в рамках Kirby 30th Anniversary Music Festival, трансляция которого велась на YouTube. Композиторы также исполнили попурри из тематических песен, посвящённых Королю Дидиди под названием HAL Laboratory Dream Band, в составе которого Исикава играл на клавишных, Андо — на бас-гитаре, Огасавара — на ударных, Икегами — на саксофоне, Мегуми Охара — на клавишных и флейте, а Сёго Сакаи — на гитаре. Композиторы высказали свои мысли о фестивале в промо-ролике, размещённом перед его началом. Однако, по словам Исикавы, его композиции не пишутся с расчётом на живое исполнение.

## Музыкальный стиль
В музыке Исикавы часто встречаются электронные элементы, а также акцент на мелодику и быстрый темп. В его музыке иногда встречаются необычные временные сигнатуры. Хотя ему нравятся модульные синтезаторы, он не использует их в работе, считая их неудобными для создания музыки. Поскольку его композиции пишутся для развлечения игроков, он никогда не думает о том, как они будут звучать в живом исполнении, и признаётся, что не смог бы исполнить большинство своих композиций вживую.
В числе своих источников вдохновения Исикава называет Поля Мориа, Исао Томиту, Kraftwerk, Yellow Magic Orchestra и Брайана Ино.

## Наследие
Композитор Хирокадзу Андо назвал Исикаву человеком, оказавшим огромное влияние на его композиции для серии игр Kirby. Макс Кобурн также включил Исикаву и Андо в число своих любимых композиторов для видеоигр.
В 2022 году кавер-версия композиции Исикавы «Meta Knight’s Revenge» из Kirby Super Star в исполнении The 8-Bit Big Band с участием Button Masher получила премию Грэмми в номинации «Лучшая аранжировка, инструментальная или акапелла». Аранжировщики, Чарли Розен и Джейк Сильверман, поблагодарили Исикаву за его музыку во время выступления. Создатель Kirby Масахиро Сакураи отреагировал на получение «Грэмми» с удивлением.

## Игрография
| Год  | Название                             | Примечание                                                      |
| ---- | ------------------------------------ | --------------------------------------------------------------- |
| 1990 | Uchuu Keibitai SDF                   | Один трек, звуковые эффекты                                     |
| 1990 | New Ghostbusters II                  |                                                                 |
| 1991 | HAL’s Hole in One Golf               |                                                                 |
| 1991 | HyperZone                            |                                                                 |
| 1992 | Arcana                               | с Хирокадзу Андо                                                |
| 1992 | Kirby’s Dream Land                   |                                                                 |
| 1993 | Alcahest                             |                                                                 |
| 1996 | Kirby Super Star                     | с Дэном Миякавой                                                |
| 1997 | Kirby’s Dream Land 3                 |                                                                 |
| 1998 | Kirby’s Star Stacker (Super Famicom) | с Хирокадзу Андо                                                |
| 2000 | Kirby 64: The Crystal Shards         | с Хирокадзу Андо                                                |
| 2002 | Kirby: Nightmare in Dream Land       | с Хирокадзу Андо, Тадаси Икегами и Сёго Сакаи                   |
| 2003 | Kirby Air Ride                       | с Хирокадзу Андо, Тадаси Икегами и Сёго Сакаи                   |
| 2005 | Kirby: Canvas Curse                  | с Тадаси Икегами                                                |
| 2006 | Otona no Jōshikiryoku Training DS    | с Хирокадзу Андо и Тадаси Икегами                               |
| 2006 | Kirby: Squeak Squad                  | с Хирокадзу Андо, Тадаси Икегами и Сёго Сакаи                   |
| 2008 | Kirby Super Star Ultra               | с Хирокадзу Андо                                                |
| 2009 | Picross 3D                           | с Ясумасой Ямадой и Хирокадзу Андо                              |
| 2010 | Kirby’s Epic Yarn                    | с Томоя Томитой, Хирокадзу Андо и Тадаси Икегами                |
| 2011 | Kirby’s Return to Dream Land         | с Хирокадзу Андо                                                |
| 2012 | Kirby’s Dream Collection             | с Хирокадзу Андо и Сёго Сакаи                                   |
| 2014 | Kirby: Triple Deluxe                 | с Хирокадзу Андо                                                |
| 2015 | BoxBoy!                              | с Хирокадзу Андо                                                |
| 2016 | BoxBoxBoy!                           | с Хирокадзу Андо                                                |
| 2016 | Kirby: Planet Robobot                | с Хирокадзу Андо                                                |
| 2017 | Bye-Bye BoxBoy!                      | с Хирокадзу Андо                                                |
| 2017 | Team Kirby Clash Deluxe              | с Хирокадзу Андо                                                |
| 2017 | Kirby’s Blowout Blast                | с Хирокадзу Андо                                                |
| 2018 | Kirby Star Allies                    | с Хирокадзу Андо и Ютой Огасаварой                              |
| 2019 | BoxBoy! + BoxGirl!                   | с Хирокадзу Андо и Ютой Огасаварой                              |
| 2019 | Super Kirby Clash                    | с Киёси Хадземото, Хирокадзу Андо и Тадаси Икегами              |
| 2020 | Kirby Fighters 2                     | с Киёси Хадземото, Хирокадзу Андо и Юки Симукой                 |
| 2022 | Kirby and the Forgotten Land         | с Хирокадзу Андо, Ютой Огасаварой, Юки Симукой и Тадаси Икегами |
| 2022 | Kirby’s Dream Buffet                 | с Сёго Сакаи, Хирокадзу Андо, Мегуми Охарой и Юки Симукой       |
| 2023 | Kirby’s Return to Dream Land Deluxe  | с Хирокадзу Андо, Юки Симукой, Киёси Хадземото и Юки Като       |

### Прочее
| Год  | Название                             | Примечание                                                                   |
| ---- | ------------------------------------ | ---------------------------------------------------------------------------- |
| 2002 | Kirby: Right Back at Ya! (2-й сезон) | с Акирой Миягавой, Хаятой Акаси, Хирокадзу Андо, Сёго Сакаи и Тадаси Икегами |
| 2016 | The Sound of Kirby Café              | с Хирокадзу Андо, Мегуми Охарой и Сёго Сакаи                                 |
| 2019 | The Sound of Kirby Café 2            | с Хирокадзу Андо, Ютой Огасаварой, Мегуми Охарой, Сёго Сакаи и Юки Симукой   |